# Narasaraopet
Narasaraopet, en hindi : नरसारावपेट, est une ville du district de Guntur, dans l'État de l'Andhra Pradesh, en Inde. Selon le recensement de l'Inde de 2011, elle compte une population de 117 489 habitants.